# Millefiori

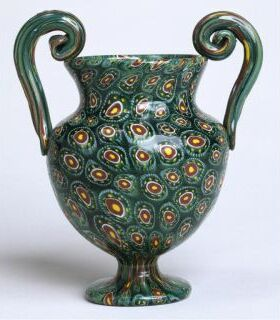
Wazon wykonany w technice millefiori, wyrób z weneckiego Murano (1872)

Millefiori (z wł. „tysiąc kwiatów”; mille – tysiąc, fiori – kwiaty) – rodzaj wielobarwnego mozaikowego szkła artystycznego o wzorze kwiatowym.  

## Historia

### W starożytności
Technika wytwarzania szkła mozaikowego znana jest od czasów starożytnych. Wynaleziona została w IV wieku p.n.e. przez starożytnych Egipcjan, szczególną popularność zyskała w okresie hellenistycznym dzięki wyrobom pochodzącym z Aleksandrii. Luksusowe naczynia tego rodzaju popularne też były i licznie wytwarzane w starożytnym Rzymie.

### W czasach nowożytnych
Okres kolejnego jej rozwoju i rozpowszechnienia przypada na XV–XVI wiek. Nastąpiło to w znacznej mierze dzięki Marietcie Barovier, która jako córka Angelo Baroviera z weneckiej wyspy Murano słynącej z wyrobu szkła, technikę wytwarzania millefiori doprowadziła do perfekcji. Barrovier był potomkiem jednego z najstarszych weneckich rodów szklarskich i wynalazcy cristallo, czyli szkła kryształowego.
W Polsce wyroby z tego szkła były wytwarzane w hucie „Józefina” w Szklarskiej Porębie w XIX wieku.

## Technologia
Efekt millefiori uzyskiwany jest przez wtapianie w szkło fragmentów wielobarwnych prętów szkła mozaikowego. Pręty powstają przez stopienie drobnych różnobarwnych szklanych nitek, dzięki czemu w przekroju powstają kolorowe wzory przypominające kwiaty lub gwiazdki. Uzyskane w ten sposób pręty mogą być cięte na mniejsze bądź większe kawałki, które z kolei zostają wtopione w szkło całkowicie, tworząc równą powierzchnię, lub mogą nieco odstawać, tworząc na szkle małe ozdobne wypukłości.
Fragmenty pociętych prętów szczególnie nadają się do wyrabiania niewielkich ozdobnych przedmiotów; wykorzystywane są np. do ozdoby trzonków sztućców, do wyrobu koralików, wisiorków itp. Techniką millefiori wytwarzano m.in. wazy, wazony i dzbany.